# كيث كارني
كيث كارني (بالإنجليزية: Keith Carney)‏ هو لاعب هوكي جليد أمريكي، ولد في 3 فبراير 1970 في بروفيدنس في الولايات المتحدة.

## وصلات خارجية
- كيث كارني على موقع دوري الهوكي الوطني (الإنجليزية)
- كيث كارني على موقع قاعة مشاهير الهوكي (لاعب أن.إتش.أل) (الإنجليزية)
- كيث كارني على موقع EliteProspects.com (الإنجليزية)
- كيث كارني على موقع Eurohockey.com (الإنجليزية)
- كيث كارني على موقع HockeyDB.com (الإنجليزية)
- كيث كارني على موقع Hockey-Reference.com (الإنجليزية)
- كيث كارني على موقع اللجنة الأولمبية الدولية (الإنجليزية)
- كيث كارني على موقع أوليمبيديا (الإنجليزية)